# Benitachell/Poble Nou de Benitatxell
Benitachell/Poble Nou de Benitatxell är en kommun i Spanien.   Den ligger i provinsen Provincia de Alicante och regionen Valencia, i den östra delen av landet, 400 km sydost om huvudstaden Madrid. Antalet invånare är 5 698.